# Gewöhnlicher Tüpfelfarn
Der Gewöhnliche Tüpfelfarn (Polypodium vulgare), kurz Tüpfelfarn oder auch Engelsüß und Steinfarn genannt, ist eine Pflanzenart aus der Gattung Tüpfelfarne (Polypodium) innerhalb der Familie der Tüpfelfarngewächse (Polypodiaceae).

## Beschreibung

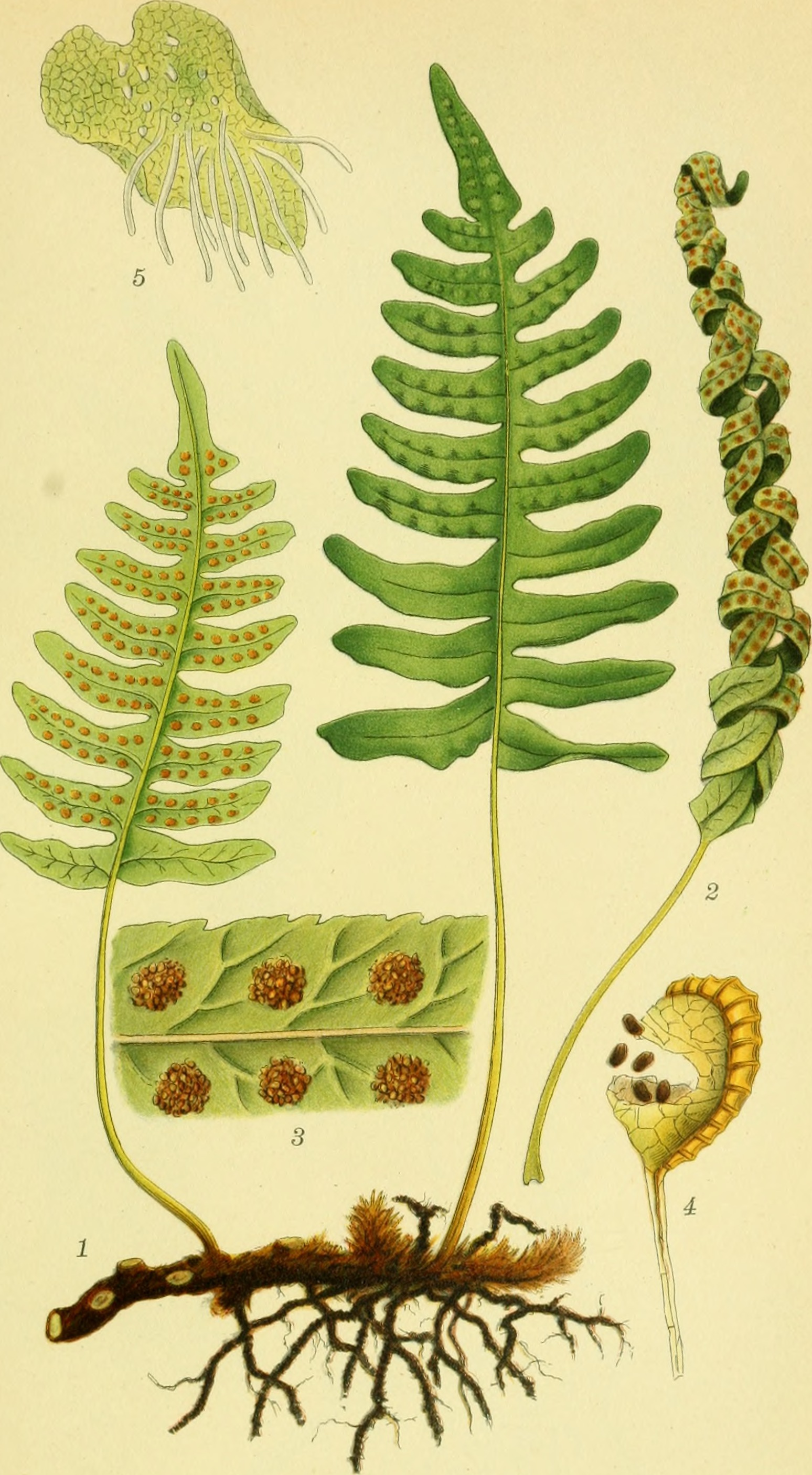
Illustration aus Billeder af nordens flora, 1917

Der Gewöhnliche Tüpfelfarn ist eine wintergrüne, ausdauernde krautige Pflanze und erreicht Wuchshöhen von 10 bis 35 Zentimetern. Durch oberirdische oder flache Rhizome bildet er häufig dichte Bestände. Sein Rhizom ist dicht mit braunen, bei einer Länge von 3,5 bis 4 Millimetern lanzettlichen oder borstenförmigen Spreuschuppen besetzt.
Die ganzjährig grün bleibenden Blattwedel sind in Stiel sowie Spreite gegliedert und bis zu 60 Zentimeter lang. Der stroh-gelbe oder grünliche Blattstiel ist meist kürzer als die Spreite. Die Blattspreite ist im Umriss linealisch bis linealisch-lanzettlich, zweizeilig wechselständig gefiedert und ganzrandig. Die Blattspreite ist vom Grund bis zur Mitte ziemlich gleich breit und dann plötzlich zugespitzt sowie tief fiederteilig. Die Blattspreite hat auf jeder Seite 7 bis 28 Blattabschnitte, die linealisch-länglich sind, klein gesägt und stumpf bis gerundet.
Zur Sporenreife von Juli bis Oktober sind an den Unterseiten der ledrigen, zumeist dunkelgrünen Blätter die namensgebenden, kreisrunden „tüpfelartigen“ Sori besonders auffällig. Sie stehen pro Blattabschnitt in zwei Reihen zwischen der Mittelrippe und dem Rand.
Die Sporenreife ist von Juli bis August.

### Chromosomensatz
Die Chromosomenzahl beträgt 2n = 148. Sie ist allotetraploid, aber keiner seiner beiden Vorfahren lebt in Europa. Sie ist höchstwahrscheinlich entstanden durch Chromosomenverdoppelung aus der diploide Hybride von Polypodium virginianum L. × Polypodium glycyrrhiza D.C.Eaton. Beide dieser Vorfahren wachsen im nordwestlichen Nordamerika.

## Ökologie
Der Gewöhnliche Tüpfelfarn ist ein wintergrüner Rhizom-Geophyt oder ein kriechender Chamaephyt. Die vegetative Vermehrung erfolgt durch die  bis 340 Zentimeter langen Rhizome. Bei hoher Luftfeuchtigkeit ist es die einzige heimische Sprosspflanze, die als echter Epiphyt an Borke wächst. Die Pflanze ist poikilohydrisch und kann ganz oder teilweise austrocknen, ohne Schaden zu nehmen. Die Wedel sind ziemlich frostresistent und entspringen jeweils aus kleinen Vorsprüngen, den sogenannten Phyllopodien, des Rhizoms. Die Wedel sind wintergrün und sterben im Frühjahr ab. im Frühsommer entwickelt das Pflanzenexemplar neue Blätter. Das kriechende Rhizom ist dicht mit trockenen Spreuschuppen besetzt, die als Licht- und Wärmeschutz, sowie der kapillaren Wasserleitung dienen. Der Gewöhnliche Tüpfelfarn bildet eine VA-Mykorrhiza aus.
Die Sori sind groß und rund, ein Indusium fehlt.  Die Sporen werden als Körnchenflieger ausgebreitet.

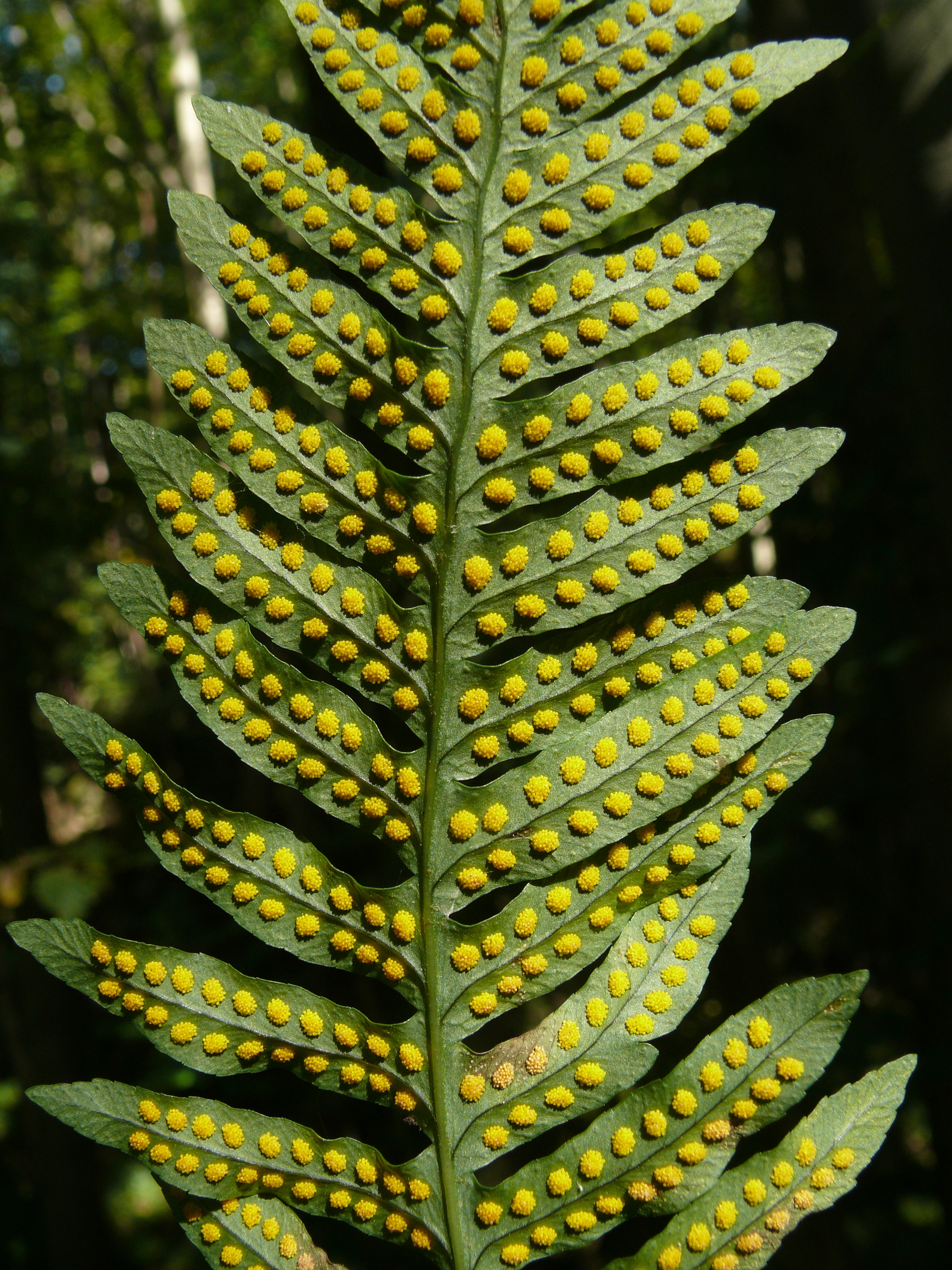
Wedel von unten

## Vorkommen
Polypodium vulgare (älter auch Polypodium quercini) gilt als Halbschattenpflanze, die wintermilde, mäßig trockene, zumeist kalkfreie und etwas humose Standorte bevorzugt. Sie kommt natürlich in lichten Eichen- und Birkenwäldern sowie an schattigen Mauern und Gebüschen, in luftfeuchten Bereichen aber auch auf Sand, Fels und flachgründig-steinigen Lehmböden vor. An entsprechenden Standorten im atlantischen Europa kommt sie häufig vor. Seltener, bei hoher Luftfeuchtigkeit, wächst der Farn auch – in Mitteleuropa als eine der wenigen heimischen Sprosspflanzen – als echter Epiphyt in der Borke von Bäumen (als Baumfarn), die dann zumeist bemoost sind. Sonst kommt die Art in Gesellschaften des Unterverbands Quercenion roboris oder der Klasse Asplenietea trichomanis vor. In Belgien und in den Niederlanden kommt sie auch im Hippophaeto-Salicetum arenariae aus dem Verband Salicion arenariae vor.
Die ökologischen Zeigerwerte nach Landolt et al. 2010 sind in der Schweiz: Feuchtezahl F = 2+ (frisch), Lichtzahl L = 3 (halbschattig), Reaktionszahl R = 2 (sauer), Temperaturzahl T = 3 (montan), Nährstoffzahl N = 2 (nährstoffarm), Kontinentalitätszahl K = 2 (subozeanisch).
In den Allgäuer Alpen steigt der Gewöhnliche Tüpfelfarn (genannt auch Steinfarn) in Vorarlberg am Südwesthang des Elferkopfs auf Hornstein bis zu 2100 m Meereshöhe auf. Er erreicht am Bützistock im Kanton Glarus 2700 Meter und am Zinkenhorn im Berner Oberland 2780 Meter.
Der Gewöhnliche Tüpfelfarn ist entgegen früheren Annahmen nicht zirkumpolar verbreitet, jedoch im Großteil Europas heimisch. In Europa kommt er in fast allen Ländern vor und fehlt nur in Belarus. Zudem ist der Farn in Nordafrika, in Südafrika, auf den Kerguelen, im westlichen Asien, in Kasachstan, Kirgisistan, in Xinjiang, in Korea und im fernöstlichen Russland heimisch. Auf Neuseelands Nord- und Südinsel ist die Art ein Neophyt.

## Taxonomie und Systematik
Die Erstveröffentlichung von  Polypodium vulgare erfolgte 1753 durch Carl von Linné in Species Plantarum, Tomus II, S. 1085.
Je nach Autor gibt es etwa zwei Varietäten:
- Polypodium vulgare L. var. vulgare
- Polypodium vulgare var. eatonii Baker: Sie kommt auf den Kerguelen im südlichen Indischen Ozean vor.

Polypodium vulgare subsp. melitense Peroni, G.Peroni & Mifsud wurde 2013 von der zu Malta gehörenden Insel Gozo erstbeschrieben. Dieses Pflanzenmaterial gehört nach Mifsud et al. 2020 aber zu Polypodium cambricum L.

## Verwendung und Inhaltsstoffe
Die mit langen Spreuschuppen besetzten und manchmal dick-knolligen Rhizome des Gewöhnlichen Tüpfelfarn haben durch hohe Anteile an Glycyrrhizin und verschiedenen Zuckern einen süßen Geschmack, worauf auch der alte deutsche Name „(das) Engelsüß“ hindeutet. Vor allem Osladin (von tschech. osladič „Tüpfelfarn“, zu osladit „süßen“), ein Steroidsaponin, trägt zum süßlichen Geschmack bei.
Medizinisch verwendet wurden die auch Schleimstoffe enthaltenden Rhizome früher unter anderem gegen Husten und Heiserkeit. Ferner wurde der Gewöhnliche Tüpfelfarn in der Volksmedizin gegen Gicht und Leberkrankheiten verwendet. Ein enthaltener Bitterstoff ist für Darmwürmer giftig.
Rhizome und Wurzeln werden in Gartenbaubetrieben als Pflanzstoff für Orchideen benutzt.
Tüpfelfarn, dem eine anziehende Wirkung (vis attractiva) zugeschrieben wurde, wurde zudem, unterstützt durch die Anziehungskraft eines Magneten, zum Entfernen von eingedrungenen Geschossen eingesetzt.
Die antike Medizin bezeichnete den bei Kopfschmerzen als Einreibung mit Meerzwiebelessig verwendeten Tüpfelfarn auch als Radiolum und Felicina. Ein gebräuchlicher lateinischer Name war neben polypodium auch polipodium. Die mittelalterliche Medizin verwendete diesen „Steinfarn“ auch zur Auflösung der Harnsteine bei Urolithiasis.
Polypodium vulgare enthält auch die zu den Ecdysteroiden gehörenden Hormone Ecdyson und Ecdysteron.

## Galerie

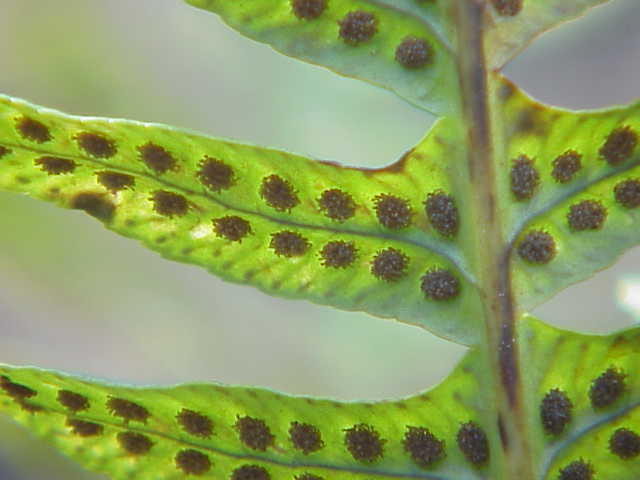
Sori auf der Blattunterseite
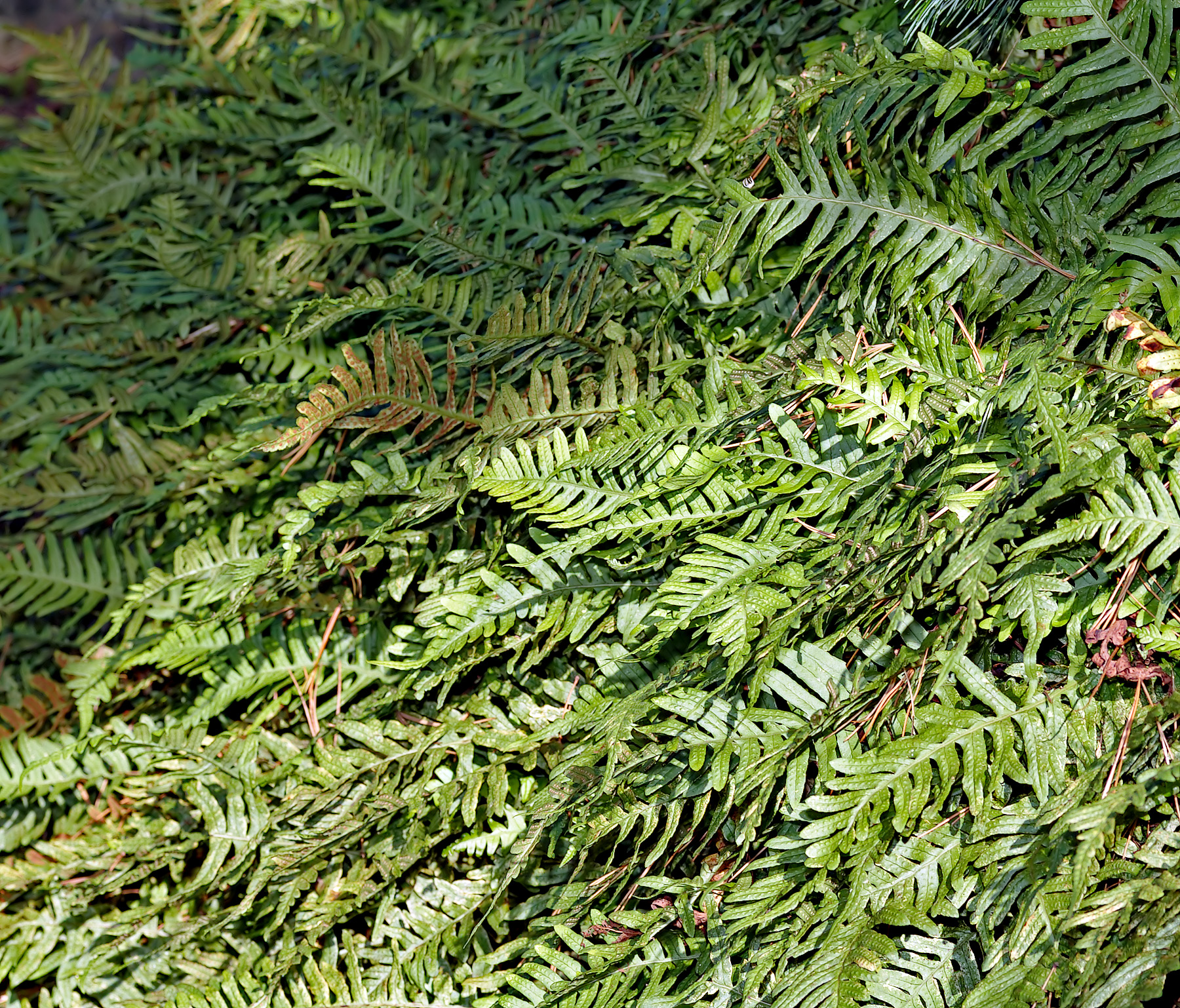
Kolonieartige Bestandsbildung
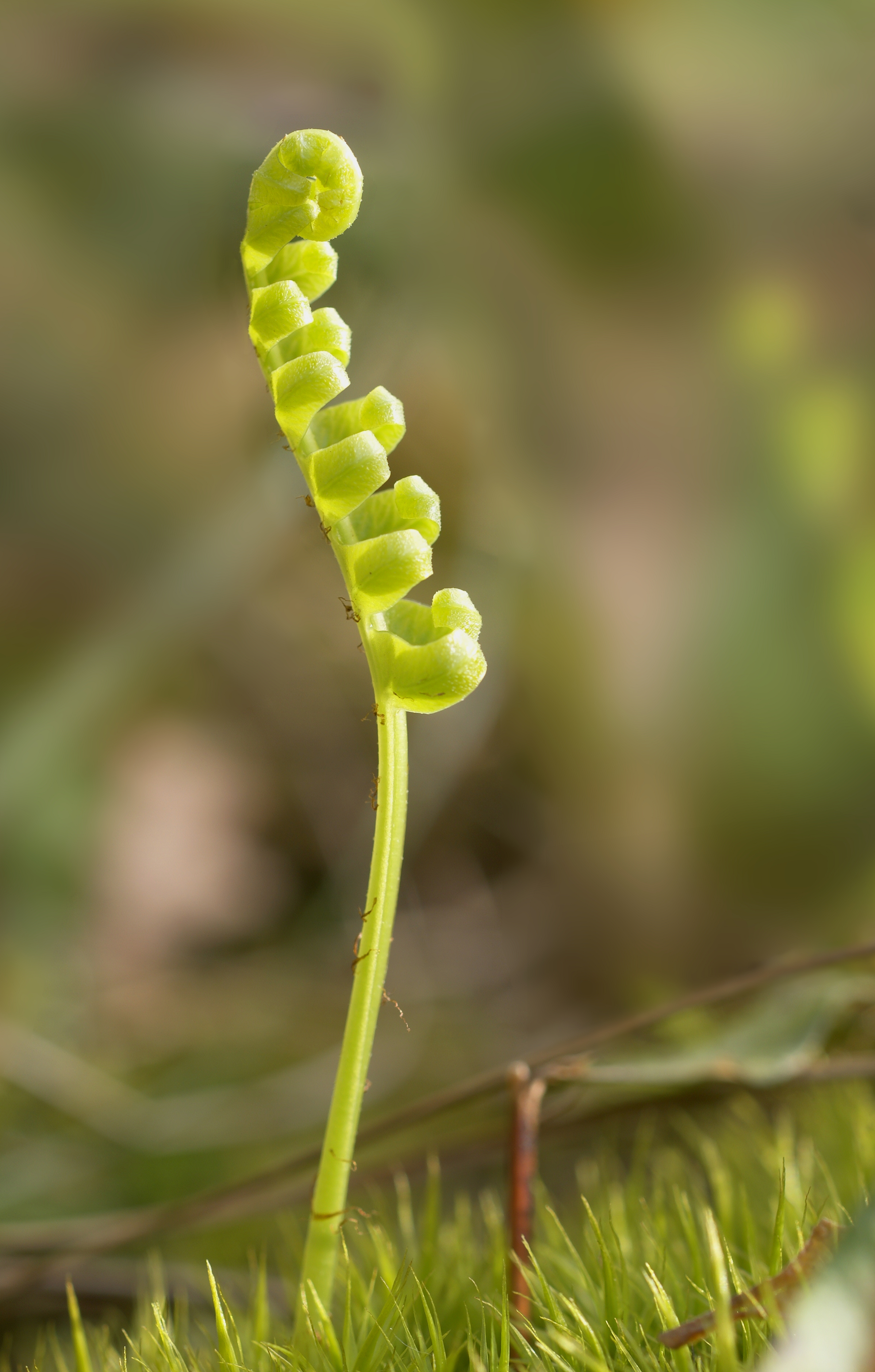
Junger Blattwedel vor der Entfaltung